# Municipio de Blooming Valley (Dakota del Norte)
El municipio de Blooming Valley (en inglés: Blooming Valley Township) es un municipio ubicado en el condado de Divide en el estado estadounidense de Dakota del Norte. En el año 2010 tenía una población de 47 habitantes y una densidad poblacional de 0,5 personas por km².

## Geografía
El municipio de Blooming Valley se encuentra ubicado en las coordenadas 48°51′5″N 103°8′8″O / 48.85139, -103.13556. Según la Oficina del Censo de los Estados Unidos, el municipio tiene una superficie total de 93.48 km², de la cual 92,11 km² corresponden a tierra firme y (1,46 %) 1,37 km² es agua.

## Demografía
Según el censo de 2010, había 47 personas residiendo en el municipio de Blooming Valley. La densidad de población era de 0,5 hab./km². De los 47 habitantes, el municipio de Blooming Valley estaba compuesto por el 100 % blancos. Del total de la población el 0 % eran hispanos o latinos de cualquier raza.